# Suelli
Suelli (sardinsky: Suèddi) je italská obec (comune) v provincii Sud Sardegna v regionu Sardinie. Nachází se ve výšce 256 metrů nad mořem a má přibližně 1 100 obyvatel. Rozloha obce je 19,20 km².